# Anaulacodesmus insulanus
Anaulacodesmus insulanus är en mångfotingart som först beskrevs av Karl Wilhelm Verhoeff 1924.  Anaulacodesmus insulanus ingår i släktet Anaulacodesmus och familjen orangeridubbelfotingar. Inga underarter finns listade i Catalogue of Life.